# Джеб Буш
Джон Елліс «Джеб» Буш (англ. John Ellis «Jeb» Bush; нар. 11 лютого 1953, Мідленд, Техас) — американський політик, республіканець, 43-й губернатор Флориди (1999–2007). Син 41-го президента США Джорджа Буша і Барбари Буш, брат 43-го президента США Джорджа Буша.

## Біографія

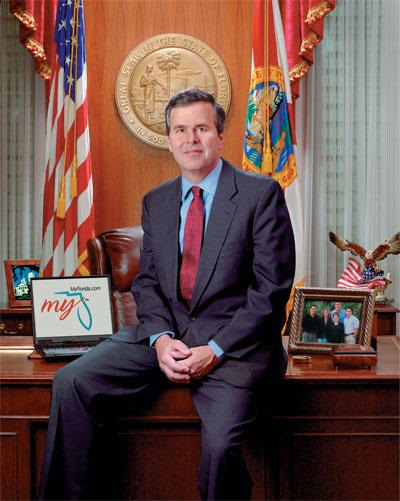
Джеб Буш

Навчався в Університеті штату Техас, де він отримав ступінь в латиноамериканських справах. Перед початком політичної кар'єри керував сімейним бізнесом в Техасі. У 1998 році був обраний на посаду губернатора Флориди, на другий термін був переобраний в 2002 році. Після закінчення губернаторських повноважень увійшов до ради директорів охороноздоровчого фонду «Tenet Healthcare». Згодом брав участь у керівництві банку Lehman Brothers.